# Tollin/Robbins Productions
Tollin/Robbins Productions is een Amerikaans film- en televisieproductiebedrijf, opgericht en beheerd door Mike Tollin en Brian Robbins. Het bedrijf opereert vanaf 1993.

## Filmografie

### Televisie
| Duur         | Titel                 | Zender          |
| ------------ | --------------------- | --------------- |
| 1994 - 2005  | All That              | Nickelodeon     |
| 1996 - 2000  | Kenan and Kel         | Nickelodeon     |
| 1998 - 2001  | Cousin Skeeter        | Nickelodeon     |
| 1999 - 2002  | The Amanda Show       | Nickelodeon     |
| 2000         | Hype                  | The WB          |
| 2001 - heden | Smallville            | The WB / The CW |
| 2001 - 2002  | The Nightmare Room    | Kids WB!        |
| 2002 - 2003  | The Nick Cannon Show  | Nickelodeon     |
| 2002 - 2003  | Slamball              | TNN / Spike TV  |
| 2002 - 2006  | What I Like About You | The WB          |
| 2002 - 2003  | Birds of Prey         | The WB          |
| 2003 - 2004  | I'm With Her          | ABC             |
| 2003 - heden | One Tree Hill         | The WB / The CW |
| 2004         | The Days              | ABC             |
| 2005         | Global Frequency      | The WB          |
| 2005         | Inconceivable         | NBC             |
| 2006         | Crumbs                | ABC             |
| 2006         | Bonds on Bonds        | ESPN            |
| 2007         | The Bronx is Burning  | ESPN            |

### Films
| Jaar | Titel                         |
| ---- | ----------------------------- |
| 1993 | Hardwood Dreams               |
| 1995 | The Show                      |
| 1995 | Hank Aaron: Chasing the Dream |
| 1997 | Good Burger                   |
| 2000 | Ready to Rumble               |
| 2001 | Summer Catch                  |
| 2001 | Hardball                      |
| 2002 | Big Fat Liar                  |
| 2003 | Radio                         |
| 2004 | The Perfect Score             |
| 2005 | Coach Carter                  |
| 2005 | Dreamer                       |
| 2007 | Norbit                        |
| 2007 | Wild Hogs                     |
| 2009 | Wild Hogs 2                   |